# Aleatoritzador
Un aleatoritzador (randomizer en anglès) és un dispositiu que altera el bitstream d'un corrent de dades abans d'ésser transmès. Aquest sistema és molt utilitzat en el món de les telecomunicacions (comunicacions via satèl·lit, ràdio, TDT, etc.). Pot ser col·locat abans o després dels codificadors de protecció contra errors però sempre abans del modulador.
Ens equivocaríem al pensar que l'aleatoritzador té res a veure amb encriptació de codis, ja que és una eina per facilitar la sincronització entre emissor (codificador) i receptor (descodificador) en un canal telecomunicació, ja que assegura transicions entre els dos estats lògics (‘0' i ‘1').
Substitueix la seqüència d'entrada en una altra sense eliminar cap tipus d'informació (fins i tot la no desitjada) i, com a resultat, disminueix la probabilitat d'aparició de cadenes de símbols llargues en el mateix estat lògic.

## Avantatges d'utilitzar l'aleatoritzador
Té diverses utilitats com la de facilitar la sincronització entre codificador i descodificador en el procés de telecomunicació eliminant les seqüències llargues en un mateix estat lògic.
Aconsegueix dispersar l'energia d'algunes parts de la seqüència que volem enviar, en definitiva, la densitat de potència en l'espectre del senyal: com dispersem l'energia, suavitzem els pics de potència de les diferents bandes de freqüència, ens permet un major rendiment alhora d'utilitzar els canals de telecomunicacions, ja que conseguim reduir les interferències entre ells.

## Tipus d'aleatoritzadors

### Aleatoritzadors additius

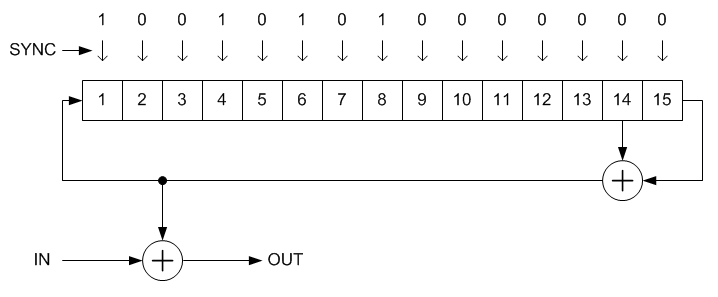
Aleatoritzador(desaleatoritzador) additiu utilitzat en DVB

Els aleatoritzadors additius (també anomenats síncrons) transformen el bitstream de l'entrada utilitzant un codi seqüencial pseudo-aleatori (PRBS, de l'anglès Pseudo-Random Binary Sequence) guardat en una memòria de lectura ROM (Read-Only Memory) o generat per un LFSR (de l'anglès Linear Feedback Shift Register). Es tradueix com: registre de desplaçament amb retroalimentació lineal. És un registre de desplaçament en el qual l'entrada és un bit que prové d'aplicar una transformació lineal d'un estat anterior.
Per tal d'assegurar la correcta sincronització entre el LFSR del codificador i descodificador s'han d'utilitzar paraules de sincronització.
Aleatoritzador com desaleatoritzador són iguals en emissió i recepció i poden ser modelats com a polinomis del seu LFSR (en el de la imatge, 1 + x¹⁴ + x15) i el seu estat inicial.

### Aleatoritzadors multiplicatius

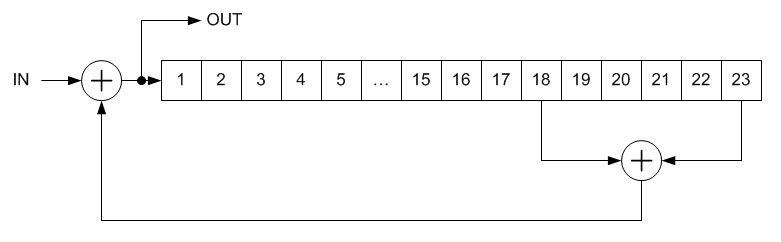
Aleatoritzador multiplicatiu

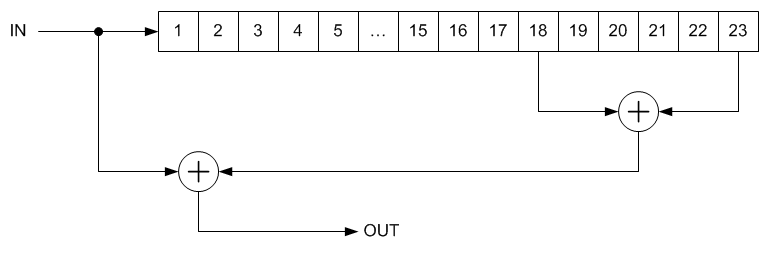
Desaleatoritzador multiplicatiu

S'anomenen així perquè representen la multiplicació del bitstream d'entrada (en el domini del temps discretitzat) per la funció de transferència de l'aleatoritzador en el domini de freqüències complexes (Transformada Z). Es tracta d'un sistema LTI (Linear-Time Invariant) que compleix les propietats d'invariànça i linialitat temporal.
A diferència dels additius, l'aleatoritzardor multiplicatiu és un sistema recursiu i el desaleatoritzador es tracta d'un sistema no-recursiu.
No necessiten paraules de sincronització, per aquest motiu hom els anomena aleatoritzadors autosincronitzats.
Tot i que han de ser diferents en emissió i recepció, estan modelats com a polinomis dels LFSR (en els de la imatge, 1 + x18 + x23) i que és la funció de transferencia del desaleatoritzador.

### Comparació
- Tots dos poden provocar errors alhora de generar les seqüències aleatòries depenent de les condicions de l'entrada.

- Els aleatoritzadors multiplicatius arrosseguen un error en tota la cadena (un bit d'error al codificador es transmetrà per la cadena i resultarà, en recepció, un error de x bits, depenent x directament de la realimentació del desaleatoritzador).

- Els additius s'han d'anar inicialitzant amb el sincronisme de quadre. Si la reinicialització falla es propaga un error massiu.